# Czesław Wala

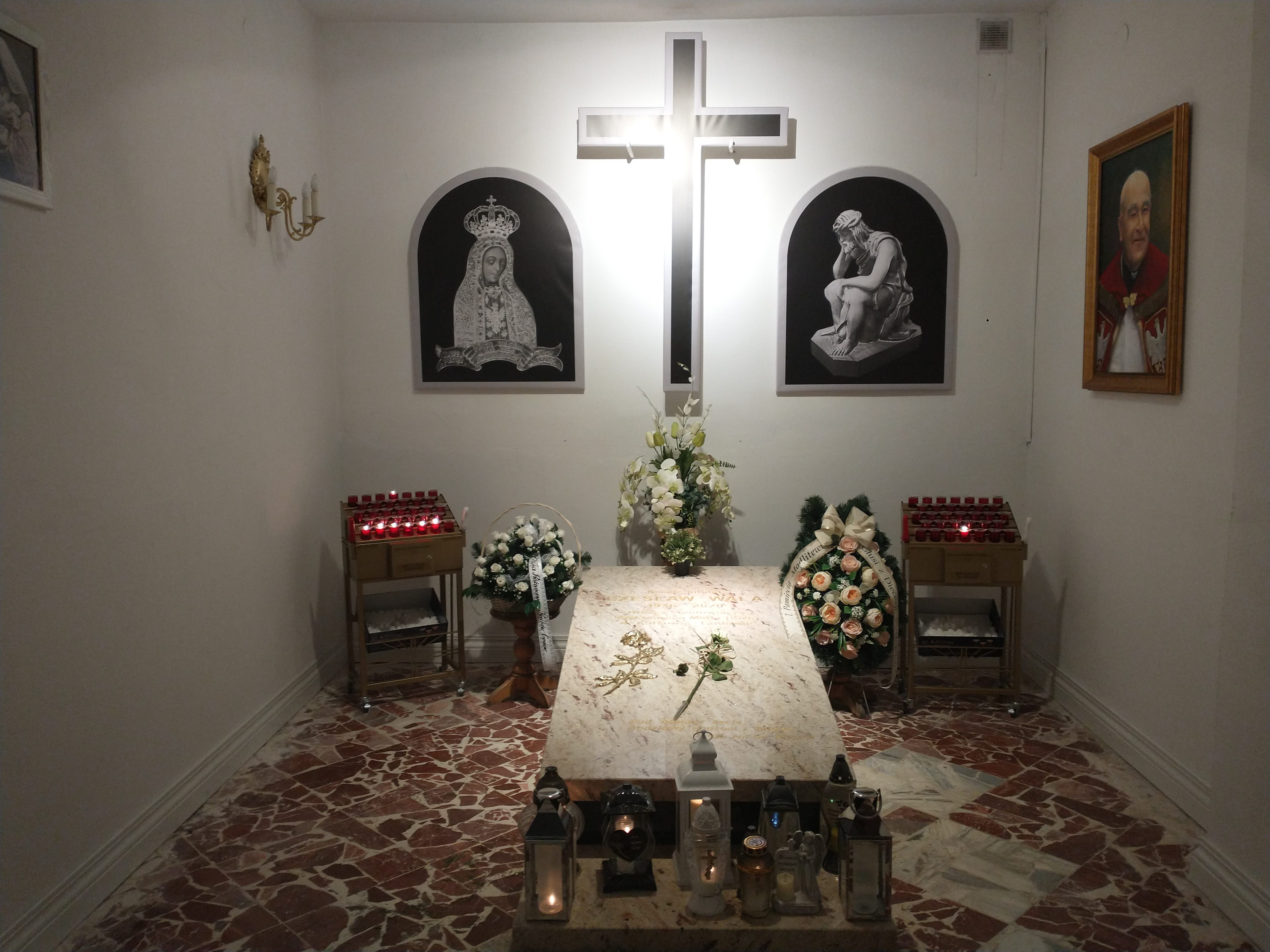
Grób w Sanktuarium w Kałkowie-Godowie

Czesław Wala (ur. 23 października 1936 w Rudniku nad Sanem, zm. 31 maja 2020 tamże) – polski duchowny rzymskokatolicki, protonotariusz apostolski (infułat), twórca Sanktuarium Matki Bożej Bolesnej Królowej Polski w Kałkowie-Godowie.

## Życiorys
Był członkiem Starachowickiego Społecznego Komitetu Poparcia Jarosława Kaczyńskiego w przedterminowych wyborach prezydenckich w 2010.
W 2012 przeszedł na emeryturę, a dwa lata później zamieszkał w rodzimym mieście, gdzie rozpoczął budowę domu opieki i formacji dla głuchoniemych.
Został pochowany w krypcie kościoła dolnego w sanktuarium w Kałkowie.

## Odznaczenia i nagrody
- Krzyż Komandorski Orderu Odrodzenia Polski (2018)[7]
- Medal Stulecia Odzyskanej Niepodległości[8]
- Nagroda Kustosz Pamięci Narodowej (2007)[9]
- Order Uśmiechu[10]